# Назавизов
Назави́зов (укр. Назавизів) — село в Надворнянской городской общине Надворнянского района Ивано-Франковской области Украины.
Население по переписи 2001 года составляло 1895 человек. Занимает площадь 62.46 км². Почтовый индекс — 78425.